# فینال جام جهانی باشگاه‌ها ۲۰۲۵
فینال جام جهانی باشگاه‌ها ۲۰۲۵ بازی نهایی جام جهانی باشگاه‌ها ۲۰۲۵، بیست و یکمین دوره از رقابت‌های برتر تیم‌های فوتبال باشگاهی مردان بود که توسط فیفا برگزار شد. این مسابقه در ورزشگاه متلایف در مجتمع ورزشی میدولندز در رادرفورد شرقی، نیوجرسی، نزدیک به شهر نیویورک، در ۱۳ ژوئیه ۲۰۲۵ برگزار شد. این مسابقه بین باشگاه انگلیسی چلسی و باشگاه فرانسوی پاری سن-ژرمن برگزار شد. این فینال از سال ۲۰۰۰ اولین مسابقه‌ای است که بین دو تیم از یک کنفدراسیون برگزار شده - تنها فینال جام جهانی باشگاه‌های قبلی که دو تیم از یک فدراسیون یا کشور در آن حضور داشتند - و اولین باری است که دو تیم اروپایی در آن حضور داشته‌اند. 
چلسی این بازی را با نتیجه ۳–۰ برد و برای دومین بار قهرمان جام جهانی باشگاه‌ها شد. 

## تیم‌ها
در جدول زیر، فینال‌ها تا سال ۲۰۰۵ در دوره مسابقات قهرمانی باشگاه‌های جهان و از سال ۲۰۰۶ در دوره جام باشگاه‌های جهان برگزار می‌شدند.
| تیم          | کنفدراسیون | نحوه صلاحیت برای تورنمنت                        | فینال‌های قبلی مسابقات قهرمانی باشگاه‌های جهان (پررنگ نشانه قهرمانی است) |
| ------------ | ---------- | ----------------------------------------------- | ---------------------------------------------------------------------- |
| چلسی         | یوفا       | قهرمان لیگ قهرمانان اروپا ۲۱–۲۰۲۰               | ج‌ب‌ج: ۲ (۲۰۱۲, ۲۰۲۱)                                                    |
| پاری سن-ژرمن | یوفا       | دومین تیم واجد شرایط در رتبه‌بندی چهار ساله یوفا | اولین حضور                                                             |

نکته: در ۲۷ اکتبر ۲۰۱۷، فیفا به‌طور رسمی همه قهرمانان جام بین قاره‌ای را به عنوان قهرمانان باشگاهی جهان، در وضعیتی برابر با جام جهانی باشگاه‌ها، به رسمیت شناخت.
- ج‌ب‌ق: جام بین قاره‌ای (۱۹۶۰–۲۰۰۴)
- ج‌ب‌ج: فینال‌های جام باشگاه‌های جهان (۲۰۰۰، ۲۰۰۵–تاکنون)

## ورزشگاه
محل ورزشگاه منتخب برای فینال، ورزشگاه متلایف در رادرفورد شرقی، نیوجرسی، ۵ مایلی (۸٫۰ کیلومتری) غرب شهر نیویورک است. فیفا محل برگزاری فینال را در ۲۸ سپتامبر ۲۰۲۴ اعلام کرد. ورزشگاه متلایف همچنین میزبان فینال جام جهانی فوتبال در ژوئیه ۲۰۲۶ خواهد بود. این ورزشگاه عمدتاً توسط نیویورک جاینتز و نیویورک جتز از لیگ ملی فوتبال (ان‌اف‌ال) از زمان افتتاح آن در سال ۲۰۰۹ مورد استفاده قرار گرفته است. ظرفیت این ورزشگاه ۸۲٬۵۰۰ صندلی است و قبلاً میزبان سوپر بول چهل و هشتم در سال ۲۰۱۴ و فینال کوپا آمریکای قرن ۲۰۱۶ بوده است.

## سرگرمی
در ۹ ژوئن ۲۰۲۵، فیفا و گلوبال سیتیزن مجریان برنامه بین دو نیمه را اعلام کردند که شامل جی بالوین، دوجا کت، تمز، کلدپلی و امانوئل کلی (که بعداً در ۱۲ ژوئیه اضافه شد) می‌شد، که مقدمه‌ای برای برنامه بین دو نیمه فینال جام جهانی ۲۰۲۶ خواهد بود. علاوه بر این، رابی ویلیامز و لائورا پائوزینی یک برنامه پیش از بازی در ورزشگاه اجرا کردند.

## مسیر تا فینال
| باشگاه       | بازی | امتیاز |
| ------------ | ---- | ------ |
| فلامینگو     | ۳    | ۷      |
| چلسی         | ۳    | ۶      |
| اسپرانس تونس | ۳    | ۳      |
| لس آنجلس     | ۳    | ۱      |

| باشگاه         | بازی | امتیاز |
| -------------- | ---- | ------ |
| پاری سن-ژرمن   | ۳    | ۶      |
| بوتافوگو       | ۳    | ۶      |
| اتلتیکو مادرید | ۳    | ۶      |
| سیاتل ساندرز   | ۳    | ۰      |

### چلسی
چلسی به عنوان قهرمان لیگ قهرمانان اروپا ۲۱–۲۰۲۰ به این مسابقات راه یافت. آنها در گروه D در کنار فلامینگو، لس آنجلس و اسپرانس تونس قرار گرفتند. در بازی افتتاحیه، چلسی با گل‌های پدرو نتو و انزو فرناندز، لس‌آنجلس اف‌سی را با نتیجه ۲–۰ شکست داد. چلسی در بازی دوم با نتیجه ۳–۱ از فلامینگو شکست خورد، نتیجه‌ای که در بهترین حالت به معنای دوم شدن چلسی در گروه بود. در بازی آخر، چلسی در مقابل اسپرانس تونس، دیگر تیم امیدوار به صعود به مرحله حذفی، قرار گرفت. چلسی با گل‌های توسین آدارابیویو و تیری جورج، در کنار اولین گل لیام دلپ، بازیکن جدید، ۳–۰ پیروز شد. این نتیجه، جایگاه چلسی را به عنوان تیم دوم گروه D در مرحله حذفی تضمین کرد.
در مرحله یک‌هشتم نهایی، چلسی به مصاف بنفیکا، برنده گروه C، رفت. چلسی با گل ضربه آزاد کاپیتان ریس جیمز پیش افتاد، اما بازی به دلیل رعد و برق بیش از دو ساعت متوقف شد. پنالتی دیرهنگام آنخل دی ماریا بازی را به وقت اضافه کشاند، جایی که چلسی در نهایت با نتیجه ۴–۱ و با گل‌های کریستوفر ان‌کونکو، نتو و کیرنان دوسبری-هال پیروز شد. در مرحله یک‌چهارم نهایی، چلسی در تکرار فینال جام باشگاه‌های جهان ۲۰۲۱ که چلسی با نتیجه ۲–۱ پیروز شده بود، به مصاف پالمیراس رفت. چلسی با همان نتیجه و با گلزنی کول پالمر در این مسابقات، دوباره پیروز شد. استوائو در آخرین بازی خود برای پالمیراس قبل از پیوستن به چلسی گلزنی کرد. در نیمه نهایی، چلسی با فلومیننزه، تنها تیم غیراروپایی حاضر در نیمه نهایی، روبرو شد. چلسی با دو گل ژائو پدرو، محصول آکادمی فلومیننزه که به تازگی به این تیم پیوسته و ثبت نام کرده است، ۲–۰ پیروز شد.

### پاری سن-ژرمن
پاری سن-ژرمن از طریق رتبه‌بندی یوفا به عنوان یکی از بهترین تیم‌های اروپایی، به این مسابقات راه یافت. آنها به عنوان قهرمان فعلی اروپا، که اخیراً لیگ قهرمانان اروپا ۲۵–۲۰۲۴ را برده بود، وارد این مسابقات شدند. آنها در گروه B در کنار اتلتیکو مادرید، بوتافوگو و سیاتل ساندرز قرار گرفتند. در بازی افتتاحیه، پاری سن ژرمن با نتیجه ۴–۰ اتلتیکو مادرید را با دو گل نیمه اول فابیان رویز و ویتینیا و دو گل دیرهنگام سنی مایولو و لی کانگ این شکست داد. در بازی دوم، پاری سن-ژرمن به مصاف بوتافوگو، قهرمان فعلی آمریکای جنوبی، رفت. در یک غافلگیری فوق‌العاده، آمریکای جنوبی‌ها با نتیجه ۱–۰ پیروز شدند و تنها گل آنها را ایگور خسوس به ثمر رساند. در بازی سوم، پاری سن-ژرمن با تیم محلی سیاتل ساندرز روبرو شد و با گل‌های خویچا کواراتسخلیا و اشرف حکیمی ۲–۰ پیروز شد. این نتیجه، پاری سن-ژرمن را به عنوان صدرنشین گروه B، بالاتر از بوتافوگو و اتلتیکو مادرید - که هر دو شش امتیاز داشتند - و به دلیل تفاضل گل رو در رو، به مرحله حذفی رساند.
در مرحله یک‌هشتم نهایی، پاری سن-ژرمن با یک تیم محلی دیگر به نام اینتر میامی، که لیونل مسی، بازیکن سابق پاری سن-ژرمن، در آن بازی می‌کرد، روبرو شد. پاری سن-ژرمن با نتیجه پرگل ۴–۰، با دو گل از ژوائو نوس و یک گل از حکیمی و یک گل به خودی از میامی، پیروز شد. در مرحله یک‌چهارم نهایی، پاری سن-ژرمن در تکرار فینال لیگ قهرمانان اروپا ۲۰۲۰ که بایرن آن را با نتیجه ۱–۰ برده بود، به مصاف بایرن مونیخ رفت. این بار، پاری سن-ژرمن با گل‌های دزیره دوئه و عثمان دمبله، ۲–۰ پیروز شد. در این مسابقه همچنین جمال موسیالا، بازیکن بایرن، به دلیل برخورد با جانلوئیجی دوناروما، دروازه‌بان پاری سن-ژرمن، به شدت مصدوم شد، در حالی که دو بازیکن پاری سن-ژرمن، ویلیان پاچو و لوکاس هرناندز، از زمین اخراج و هر کدام دو جلسه محروم شدند. در نیمه نهایی، پاری سن-ژرمن با رئال مادرید که کیلیان امباپه، بازیکن سابق پاری سن-ژرمن، را در اختیار داشت، روبرو شد. بار دیگر، پاری سن ژرمن به راحتی و با نتیجه ۴–۰ پیروز شد. این پیروزی با دو گل از رویز، گل دمبله در نیمه اول و گل دیرهنگام گونسالو راموس به دست آمد.

## مسابقه

### جزئیات
| چلسی                             | ۳–۰   | پاری سن-ژرمن |
| -------------------------------- | ----- | ------------ |
| - پالمر ۲۲'، ۳۰' - ژائو پدرو ۴۳' | گزارش |              |

| چلسی | پاری سن-ژرمن |

| GK          | ۱  | روبرت سانچز        |     |     |
| RB          | ۲۷ | مالو گوستو         | '۴۰ |     |
| CB          | ۲۳ | تروه چالوبا        |     |     |
| CB          | ۶  | لوی کولویل         | '۸۱ |     |
| LB          | ۳  | مارک کوکوریا       |     |     |
| CM          | ۲۴ | ریس جیمز (کاپیتان) |     | '۷۷ |
| CM          | ۲۵ | مویسس کایسدو       | '۳۶ |     |
| RW          | ۱۰ | کول پالمر          |     |     |
| AM          | ۸  | انزو فرناندز       |     | '۶۱ |
| LW          | ۷  | پدرو نتو           | '۳۴ | '۷۷ |
| CF          | ۲۰ | ژائو پدرو          |     | '۶۷ |
| ذخیره‌ها:    |    |                    |     |     |
| GK          | ۱۲ | فیلیپ یورگنسن      |     |     |
| GK          | ۳۹ | مایک پندرز         |     |     |
| GK          | ۴۴ | گابریل اسلونینا    |     |     |
| DF          | ۴  | توسین آدارابیویو   |     |     |
| DF          | ۱۹ | مامادو سار         |     |     |
| DF          | ۳۰ | آرون آنسلمینو      |     |     |
| DF          | ۳۴ | جاش آچیمپونگ       |     |     |
| MF          | ۱۷ | آندری سانتوس       |     | '۶۱ |
| MF          | ۲۲ | کیرنان دوسبری-هال  |     | '۷۷ |
| MF          | ۴۵ | رومئو لاویا        |     |     |
| FW          | ۹  | لیام دلپ           |     | '۶۷ |
| FW          | ۱۵ | نیکلاس جکسون       |     |     |
| FW          | ۱۸ | کریستوفر ان‌کونکو   |     | '۷۷ |
| FW          | ۳۲ | تیری جورج          |     |     |
| FW          | ۳۸ | مارک گویو          |     |     |
| سرمربی:     |    |                    |     |     |
| انزو مارسکا |    |                    |     |     |

| GK           | ۱  | جانلوئیجی دوناروما  |       |     |
| RB           | ۲  | اشرف حکیمی          |       | '۷۳ |
| CB           | ۵  | مارکینیوس (کاپیتان) |       |     |
| CB           | ۴  | لوکاس برالدو        |       |     |
| LB           | ۲۵ | نونو مندز           | '۹۰+۴ |     |
| DM           | ۱۷ | ویتینیا             |       |     |
| CM           | ۸۷ | ژوائو نوس           |       |     |
| CM           | ۸  | فابیان رویز         |       | '۷۳ |
| RF           | ۱۴ | دزیره دوئه          |       | '۷۳ |
| CF           | ۱۰ | عثمان دمبله         | '۸۷   |     |
| LF           | ۷  | خویچا کواراتسخلیا   |       | '۵۸ |
| ذخیره‌ها:     |    |                     |       |     |
| GK           | ۳۹ | ماتوی سفانوف        |       |     |
| GK           | ۸۰ | آرناو تناس          |       |     |
| DF           | ۳  | پرسنل کیمپمبه       |       |     |
| DF           | ۴۳ | نوهام کامارا        |       |     |
| MF           | ۱۹ | لی کانگ این         |       |     |
| MF           | ۲۰ | گابریل موسکاردو     |       |     |
| MF           | ۲۴ | سنی مایولو          |       | '۷۳ |
| MF           | ۳۳ | وارن زائیر-امری     |       | '۷۳ |
| FW           | ۹  | گونسالو راموس       |       | '۷۳ |
| FW           | ۲۹ | بردلی بارکولا       |       | '۵۸ |
| FW           | ۴۹ | ابراهیم امبایه      |       |     |
| سرمربی:      |    |                     |       |     |
| لوییس انریکه |    |                     |       |     |

| بهترین بازیکن بازی: کول پالمر (چلسی) کمک‌داوران: آنتون شچتینین (استرالیا) اشلی بیچم (استرالیا) داور چهارم: فاکوندو تیو (آرژانتین) کمک‌داور ذخیره: گابریل چاد (آرژانتین) کمک‌داور ویدئویی: باستیان دانکرت (آلمان) کمک کمک‌داور ویدئویی: تاتیانا گوزمان (نیکاراگوئه) کمک‌داور ویدئویی پشتیبان: ایوان ببک (کرواسی) | قوانین مسابقه - ۹۰ دقیقه - ۳۰ دقیقه وقت اضافه در صورت نیاز - ضربات پنالتی در صورت تساوی - حداکثر ۱۲ نیمکت‌نشین - حداکثر ۵ تعویض، به علاوه ۱ تعویض در وقت اضافه - حداکثر ۳ فرصت تعویض، به علاوه ۱ فرصت تعویض در وقت اضافه - حداکثر ۱ تعویض اجباری، که به حریف یک تعویض مستقل اضافی می‌دهد |

### آمار
| آمار          | چلسی | پاری سن-ژرمن |
| ------------- | ---- | ------------ |
| گل زده        | ۳    | ۰            |
| شوت           | ۹    | ۹            |
| شوت در چارچوب | ۵    | ۶            |
| مالکیت        | ۳۴٪  | ۶۶٪          |
| کرنر          | ۳    | ۵            |
| خطا           | ۱۵   | ۱۲           |
| آفساید        | ۳    | ۲            |
| کارت زرد      | ۴    | ۲            |
| کارت قرمز     | ۰    | ۱            |